# Quadro de referência próprio (espaço-tempo plano)
Um quadro de referência próprio na teoria da relatividade é uma forma particular de quadro referencial acelerado, isto é, um referencial no qual um observador acelerado pode ser considerado em repouso.  Ele pode descrever fenômenos em espaço-tempo curvo, bem como em espaço-tempo de Minkowski "plano" no qual a curvatura do espaço-tempo causada pelo tensor de energia-momento pode ser desconsiderado.  Como este artigo considera apenas o espaço-tempo plano—e usa a definição que relatividade especial é a teoria do espaço-tempo plano enquanto relatividade geral é uma teoria da gravitação em termos de espaço-tempo curvo—consequentemente, está preocupado com referenciais acelerados na relatividade especial. (Para a representação de acelerações em quadros inerciais, veja o artigo Aceleração (relatividade especial), onde conceitos como tri-acelerações, quadriacelerações, aceleração própria, movimento hiperbólico etc. são definidos e relacionados entre si.)